# Atum
Atum (tudi Tem, Temu, Tum in Atem) je eden od zgodnjih božanstev v staroegipčanski mitologiji in prvi bog Eneade iz Heliopolisa - najpomembnejšega in najširše priznanega kulta v Starem Egiptu, ki so ga razširjali svečeniki iz Heliopolisa. Atuma naj bi sprva povezovali z Zemljo, kasneje pa s Soncem, ko prečka obzorje. Ker se tak dogodek dogaja dvakrat dnevno, je prišlo do delitve na mladega boga ob sončnem vzhodu imenovanega Nefertum (kar dobesedno pomeni mladi Atum) in odraslega boga ob sončnem zahodu.

## Evfemistična in neposredna razlaga mita Eneade
Milejša razlaga mita o nastanku Deveterice pravi, da naj bi Atum prišel na praotok in tam izpljunil boga zraka Šuja in boginjo vlage Tefnut, nakar se je trojica združila med seboj in rodili so boga zemlje Geba in boginjo neba Nut. Iz zveze teh dveh bogovov so se rodila nekozmična božanstva Oziris, Izida, Set in Neftis. 
Zgodnji mit, ki je veliko bolj neposreden in temelji na hermafroditni naravi boga Atuma razlaga, da se je Atum ustvaril sam in se dvignil na nasip večnosti (benben), ki je nastal iz prvobitnih voda (Nu). Tam je nato ustvaril svet tj. mesto Annu (staroegipčansko ime za Heliopolis). Atum je boga zraka Šuja in boginjo vlage Tefnut ustvaril tako, da si je lastno seme izbrizgal v usta ter se tako samooplodil. Na podlagi indicev, da gre za oralno samozadovoljevanje, je v mnogih virih navedena reinterpretirana razlaga mita. 
Kasneje se je razširjalo verovanje, da je Atum občeval s svojo senco, ki se imenuje Iusaaset (tudi Juesaes, Ausaas, Iusas, Jusas in grško Saosis) kar pomeni Vsemogočni, ki pride predte in jo mnogi razumejo kot mati vseh bogov.

## Ime
Menijo, da Ime Atum izhaja iz besede tem, kar pomeni, da izpopolniti ali končati. Razlagajo tudi tako, da je dopolnil in tudi končal stvarjenje sveta, in se vrnil v vodnati kaos na koncu ustvarjalnega cikla. Kot ustvarjalec je bil videti kot temelj sveta, pri čemer so božanstva in vse stvari nastala iz njegovega telesa, ali pa so njegov ka.

## Izvor
Atum je eden izmed najpomembnejših in najpogosteje omenjenih božanstev iz pradavnine, kar dokazuje s svojo pomembnostjo v Piramidnih besedilih, kjer je upodobljen tako kot ustanovitelj kot tudi oče kralja.

## Videz
Atum je bil vedno upodobljen kot moški, ki nosi dvojno krono Zgornjega in Spodnjega Egipta v roki pa drži ključ življenja. Včasih je prikazan tudi kot kača, v obliki ko se vrne ob koncu ustvarjalnega cikla, pa tudi občasno kot mungo, lev, bik, kuščar ali opica.